# Tetley (Teemarke)
Tetley ist eine britisch-indische Teemarke im Eigentum der Tata-Gruppe. Gemessen am Auftragsvolumen ist sie in Indien, Großbritannien, Kanada und in den Vereinigten Staaten unter den Marktführern.

## Geschichte
Das Unternehmen Joseph Tetley & Co. wurde 1837 in Yorkshire von den Brüdern Joseph und Edward Tetley gegründet. 1856 verlegten sie den Firmensitz nach London, wo sie mit dem neuen Partner Joseph Ackland unter der Bezeichnung Joseph Tetley & Company einen Teegroßhandel betrieben. Das Unternehmen wuchs und wurde später vom britischen Lebensmittelhersteller J. Lyons & Co., der auch eine Kette von Teeläden betrieb, übernommen und zu Lyons Tetley umfirmiert. 1888 expandierte man in die USA. 1953 bot Tetley als erster Hersteller Großbritanniens Tee abgepackt in seidenen Aufgußbeuteln an, die Erfindung des Amerikaners Thomas Sullivan hatte man dort kennengelernt. Ende der 1970er Jahre fusionierte J. Lyons mit Allied Breweries zu Allied Lyons, nach weiteren Zusammenschlüssen gehörte Tetley zum daraus entstandenen Konzern Allied Domecq. Als dieser sich auf das Spirituosengeschäft konzentrierte, wurde Tetley 1995 zunächst an das Management veräußert. Im Jahr 2000 wurde Tetley für 271 Millionen £ weiterverkauft und eine vollständige Tochter der indischen Unternehmensgruppe Tata Global Beverages (früher Tata Tea). Diese gehört zum Firmenkonglomerat der Tata-Gruppe und ist hinter Unilever (Marken Lipton, PG Tips und andere) der zweitgrößte Produzent und Vermarkter von abgepacktem Tee in der Welt.
Im April 2021 übernahm die US-Firma Harris Tea die Tetley Harris Food Group von Tata Consumer Products.